# Heterodera carotae
Nématode à kystes de la carotte
Espèce
Heterodera carotae, le Nématode à kystes de la carotte, est une espèce de vers ronds (Nématodes) de la famille des Heteroderidae et du genre Heterodera. C'est un parasite spécifique de la carotte.

## Histoire
L'espèce est découverte sur une carotte par Marjorie J. Triffitt en 1931 en Grande-Bretagne. Elle est officiellement décrite par Fred Jones (d) en 1950. Ce nématode est par la suite progressivement décelé dans de nombreux pays d'Europe : Pays-Bas en 1955, Allemagne en 1960, Italie en 1969, Pologne en 1970, URSS en 1971, Suisse en 1980. Il est signalé en Inde en 1964 et aux États-Unis en 1988. En France, il est d‘abord trouvé en 1955 dans l’Ouest du pays, puis décelé dans de nombreuses autres régions. La majorité des foyers se situent dans l’Ouest, en particulier dans la Manche, où sont produites en 1988 près de 40 % des carottes de plein champ.

## Biologie
Les larves du nématode pénètrent dans la plante par les plaies, ou en perçant un orifice avec leur stylet (en). Les mâles ressortent rapidement, tandis que les femelles passent le reste de leur vie immobiles dans le parenchyme. Les 200 à 600 œufs restent à l’intérieur de leur corps, qui gonfle pour se transformer en kyste, d’abord blanc, puis brun. Les kystes peuvent survivre jusqu’à huit ans dans le sol. Si par la suite des carottes sont cultivées, les larves sortent des kystes et infectent les racines.
Le ver parasiterait quasiment exclusivement l'espèce Daucus carota. Une étude de 1988 montre qu'il peut également réaliser l'intégralité de son cycle sur l'espèce Torilis leptophylla.

## Morphologie
La couleur du Nématode à kystes de la carotte varie du brun clair au brun foncé ; il est de la forme d'un citron allongé ou est ovale. Le cône vulvaire est ambifenestré avec une ouverture en forme de haricot. Les œufs sont au nombre de 50–322 par kyste. Les femelles sont blanches, en forme de citron, portant un gros sac d'œufs presque de leur propre taille ; la fente vulvaire se situe à l'extrémité du cône. Le disque labial est fusionné. Les mâles sont vermiformes, avec une courte queue arrondie, la cuticule annulée, le stylet bien développé, le disque labial légèrement ovale. Les spicules sont à deux dents.
Les juvéniles de deuxième stade sont vermiformes, la région antérieure fortement sclérotisée, le stylet fort bien développé. Leur queue est de forme conique aiguë avec l'extrémité arrondie.

## Symptômes
Les carottes infestées forment une zone circulaire dans les champs. Elles sont flétries, le feuillage jaunissant et dépérissant, et développent de façon anormale de nombreuses radicelles qui donnent un aspect chevelu abondant, avec des kystes en forme de citron de couleur blanchâtre, de la taille d'une tête d'épingle.
Heterodera carotae provoque en conditions de culture des dégâts quantitatifs et qualitatifs sur les carottes. Le nombre de carottes par hectare n’est pas affecté, mais la proportion de carottes non commercialisables croît.

## Moyens de lutte
La lutte chimique est généralement très efficace contre les nématodes, mais est coûteuse, nécessite des machines spéciales et un personnel bien formé pour son application, et peut entraîner une pollution de l'environnement. De plus, plusieurs nématicides sont interdits dans certains pays. La chaleur, notamment l'énergie solaire qui est économique pendant la saison chaude, peut être utilisée mais est aussi coûteuse. Le paillage avec un film plastique transparent permet un contrôle satisfaisant des nématodes.
Les cultures de plantes non-hôtes réduisent assez fortement les populations élevées, mais très peu et d’une façon très difficile à mettre en évidence pour les très faibles populations. Les rotations des cultures sont pratiquement inefficaces, sauf si elles sont très longues, de sept à dix ans, et dans l’hypothèse où aucun facteur biotique, tel que prédation ou parasitisme, n’interviendrait.
La fumigation des sols est un moyen disponible dans des régions spécialisées dans la culture de la carotte et pour des agriculteurs qui ne veulent pas respecter de trop longues rotations.
Le traitement au diméthyldisulfure sur les tiges peut être efficace. 
Le déplacement de terre par les machines agricoles et le transport des plants de poireaux est probablement responsable de la très forte migration d’H. carotae entre les champs et les zones de production. 